# Надприродні Месники
«Uncanny Avengers» (укр. «Надприродні Месники») — продовжувана серія коміксів, опублікована видавництвом Marvel Comics, яка дебютувала у жовтні 2012 року із запуском Marvel NOW!. Серія зосереджена на команді супергероїв, що складається з членів Месників та Людей Ікс, яка зібралась разом після завершення сюжетної лінії «Avengers vs. X-Men» (укр. «Месники проти Людей Ікс»). У всесвіту Marvel команда також відома, як Об'єднані Месники.

## Список членів команди
| Персонаж        | Справжнє ім'я     | Приєдналися у                                                         | Приєдналися у   | |
| Персонаж        | Справжнє ім'я     | Номер випуску                                                         | Дата            | Примітки |
| --------------- | ----------------- | --------------------------------------------------------------------- | --------------- | --- |
| Капітан Америка | Стів Роджерс      | «Uncanny Avengers #1» (укр. «Надприродні Месники #1»)                 | (жовтень 2012)  | Колишній лідер головної команди Месників. Розпустив команду в коміксі «Uncanny Avengers vol. 3. #14» (укр. «Надприродні Месники. Том 3 #4») |
| Гавок           | Александр Саммерс | «Uncanny Avengers #1» (укр. «Надприродні Месники #1»)                 | (жовтень 2012)  | Колишній лідер. Пішов з команди у «Avengers & X-Men: AXIS #3» (укр. «Месники й Люди Ікс: АКСІС #3»)                                         |
| Роуґ            | Анна Марія        | «Uncanny Avengers #1» (укр. «Надприродні Месники #1»)                 | (жовтень 2012)  | Польова лідерка. |
| Багряна відьма  | Ванда Максимова   | «Uncanny Avengers #1» (укр. «Надприродні Месники #1»)                 | (жовтень 2012)  | — |
| Росомаха        | Джеймс Говлетт    | «Uncanny Avengers #1» (укр. «Надприродні Месники #1»)                 | (жовтень 2012)  | — |
| Тор             | Тор Одінсон       | «Uncanny Avengers #1» (укр. «Надприродні Месники #1»)                 | (жовтень 2012)  | Пішли з команди після «Uncanny Avengers #27» (укр. «Надприродні Месники #27»)                                                               |
| Сонячний вогонь | Сіро Йосіда       | «Uncanny Avengers #5» (укр. «Надприродні Месники #5»)                 | (березень 2013) | Пішли з команди після «Uncanny Avengers #27» (укр. «Надприродні Месники #27»)                                                               |
| Оса             | Джанет Ван Дайн   | «Uncanny Avengers #5» (укр. «Надприродні Месники #5»)                 | (березень 2013) | — |
| Диво-людина     | Саймон Вільямс    | «Uncanny Avengers #5» (укр. «Надприродні Месники #5»)                 | (березень 2013) | Пішов з команди після «Uncanny Avengers vol. 2 #1» (укр. «Надприродні Месники. Том 2 #1»)                                                   |
| Капітан Америка | Сем Вілсон        | «Avengers & X-Men: AXIS #2» (укр. «Месники й Люди Ікс: АКСІС #2»)     | (жовтень 2014)  | Пішов з команди після «Uncanny Avengers vol. 2 #5» (укр. «Надприродні Месники. Том 2 #5»)                                                   |
| Доктор Вуду     | Єріхо Драмм       | «Avengers & X-Men: AXIS #9» (укр. «Месники й Люди Ікс: АКСІС #2»)     | (грудень 2014)  | — |
| Ртуть           | П'єтро Максимов   | «Avengers & X-Men: AXIS #9» (укр. «Месники й Люди Ікс: АКСІС #2»)     | (грудень 2014)  | — |
| Шаблезубий      | Віктор Крід       | «Uncanny Avengers vol. 2 #1» (укр. «Надприродні Месники. Том 2 #1»)   | (січень 2015)   | Пішли з команди після «Uncanny Avengers vol. 2 #5» (укр. «Надприродні Месники. Том 2 #5»)                                                   |
| Віжн            | Віктор Шейд       | «Uncanny Avengers vol. 2 #1» (укр. «Надприродні Месники. Том 2 #1»)   | (січень 2015)   | Пішли з команди після «Uncanny Avengers vol. 2 #5» (укр. «Надприродні Месники. Том 2 #5»)                                                   |
| Людина-факел    | Джонні Шт         | «Avengers #0» (укр. «Месники #0»)                                     | (жовтень 2015)  | — |
| Синапс          | Емілі Ґуейро      | «Avengers #0» (укр. «Месники #0»)                                     | (жовтень 2015)  | — |
| Людина-павук    | Пітер Паркер      | «Avengers #0» (укр. «Месники #0»)                                     | (жовтень 2015)  | Пішов з команди після «Uncanny Avengers vol. 3 #1» (укр. «Надприродні Месники. Том 3 #1»)                                                   |
| Дедпул          | Вейд Вілсон       | «Avengers #0» (укр. «Месники #0»)                                     | (жовтень 2015)  | Пішов з команди після «Uncanny Avengers vol. 3 #23» (укр. «Надприродні Месники. Том 3 #23»)                                                 |
| Кейбл           | Нейтан Саммерс    | «Uncanny Avengers vol. 3 #4» (укр. «Надприродні Месники. Том 3 #4»)   | (січень 2016)   | Пішов з команди після «Uncanny Avengers vol. 3 #23» (укр. «Надприродні Месники. Том 3 #23»)                                                 |
| Звір            | Генк Маккой       | «Uncanny Avengers vol. 3 #28» (укр. «Надприродні Месники. Том 3 #28») | (жовтень 2017)  | — |

## Колекційні видання
| #              | Назва                                                                         | Зібрані твори | Сторінки | Тип палітурки | Дата публікації | ISBN                |
| Том 1          | Том 1                                                                         | Том 1 | Том 1    | Том 1         | Том 1           | Том 1               |
| -------------- | ----------------------------------------------------------------------------- | --- | -------- | ------------- | --------------- | ------------------- |
| 1              | «The Red Shadow» (укр. «Червона тінь»)                                        | Uncanny Avengers vol. 1 #1–5                                                                                        | 136      | Тверда        | 2001            | ISBN 978-0785168447 |
| 1              | «The Red Shadow» (укр. «Червона тінь»)                                        | Uncanny Avengers vol. 1 #1–5                                                                                        | 136      | М'яка         | 2009            | ISBN 978-0785166030 |
| 2              | «The Apocalypse Twins» (укр. «Близнюки Апокаліпсиса»)                         | Uncanny Avengers vol. 1 #6–11, 8AU                                                                                  | 160      | Тверда        | 1990            | ISBN 978-0785168454 |
| 2              | «The Apocalypse Twins» (укр. «Близнюки Апокаліпсиса»)                         | Uncanny Avengers vol. 1 #6–11, 8AU                                                                                  | 160      | М'яка         | 1984            | ISBN 978-1846535642 |
| 3              | «Ragnarok Now» (укр. «Раґнарок на порозі»)                                    | Uncanny Avengers vol. 1 #12–17                                                                                      | 136      | Тверда        | 1995            | ISBN 978-0785184836 |
| 3              | «Ragnarok Now» (укр. «Раґнарок на порозі»)                                    | Uncanny Avengers vol. 1 #12–17                                                                                      | 136      | М'яка         | 1997            | ISBN 978-0785184843 |
| 4              | «Avenge the Earth» (укр. «Посмтитись за Землю»)                               | Uncanny Avengers vol. 1 #18–22                                                                                      | 136      | Тверда        | 1975            | ISBN 978-0785154235 |
| 4              | «Avenge the Earth» (укр. «Посмтитись за Землю»)                               | Uncanny Avengers vol. 1 #18–22                                                                                      | 136      | М'яка         | 2000            | ISBN 978-0785154242 |
| 5              | «AXIS Prelude» (укр. «АКСІС: Прелюдія»)                                       | Uncanny Avengers vol. 1 #23–25, Annual #1, & Magneto vol. 3 #9–10                                                   | 144      | Тверда        | 1994            | ISBN 978-0785154259 |
| 5              | «AXIS Prelude» (укр. «АКСІС: Прелюдія»)                                       | Uncanny Avengers vol. 1 #23–25, Annual #1, & Magneto vol. 3 #9–10                                                   | 144      | М'яка         | 1989            | ISBN 978-1846535642 |
| Омнібус        | Омнібус                                                                       | Uncanny Avengers vol. 1 #1–25, 8AU, Annual #1                                                                       | 672      | Тверда        | 2009            | ISBN 978-0785193944 |
| Том 2          |                                                                               | |          |               |                 |                     |
| 1              | «Counter-Evolutionary» (укр. «Контрреволюція»)                                | Uncanny Avengers vol. 2 #1–5                                                                                        | 112      | SC            | 1998            | ISBN 978-0785192374 |
| Том 3: Єдність |                                                                               | |          |               |                 |                     |
| 1              | «Lost Future» (укр. «Утрачене майбутнє»)                                      | Uncanny Avengers vol. 3 #1–6                                                                                        | 152      | М'яка         | 2008            | ISBN 978-0785196150 |
| 2              | «The Man Who Fell to Earth» (укр. «Той, хто впав на Землю»)                   | Uncanny Avengers vol. 3 #7-12                                                                                       | 136      | М'яка         | 2002            | ISBN 978-0785196167 |
| 3              | «Civil War II» (укр. «Громадянська війна II»)                                 | Uncanny Avengers vol. 3 #13-17                                                                                      | 112      | М'яка         | 2009            | ISBN 978-1302902346 |
| 4              | «Red Skull» (укр. «Червоний череп»)                                           | Uncanny Avengers vol. 3 #18-23                                                                                      | 136      | М'яка         | 2001            | ISBN 978-1302906443 |
|                | «Secret Empire: United We Stand» (укр. «Таємна Імперія: Об'єднані ми стоїмо») | Secret Empire: United #1, Secret Empire: Underground #1, Secret Empire: Uprising #1, Uncanny Avengers vol. 3 #24-25 | 112      | М'яка         | 1983            | ISBN 978-1302908553 |
| 5              | «Stars and Garters» (укр. «Зірки й підв'язки»)                                | Uncanny Avengers vol. 3 #26-30                                                                                      | 112      | М'яка         | 2002            | ISBN 978-1302906450 |

## Оцінки
- Comic Book Resources оцінили комікс «Uncanny Avengers #1» (укр. «Надприродні Месники #1») на 4.5/5, прокоментувавши це як «урочисте відкриття Marvel NOW!»[2].
- IGN оцінили «Uncanny Avengers #1» (укр. «Надприродні Месники #1») на 7.9/10 («Добре»)[3].